# Ephedra pachyclada
Ephedra pachyclada – gatunek krzewu z rodziny przęślowatych (Ephedraceae). Występuje w Azji: w zachodnim Tybecie, w Kaszmirze, Afganistanie i Beludżystanie, na zachodzie sięga po Iran, a na południu po Jemen i Oman na Półwyspie Arabskim. Roślina o pokroju gęstym, krzewiastym. Rozgałęzienia są sztywne, białawe i poprzecznie pomarszczone. Rośnie na obszarach górskich w klimacie suchym, także w zaroślach i lasach, w zbiorowiskach z Pistacia khinjuk, bylicami, jałowcami i oliwkami. Kwitnie od maja do czerwca. Zasoby gatunku są duże i stabilne.

## Zastosowanie i znaczenie w kulturze
Roślina zawiera efedrynę. Jest wykorzystywana przez zaratusztrian do czasów współczesnych w rytuałach haomy. Na obszarze swojego występowania jest stosowana jako tradycyjny lek o działaniu przeciwzapalnym i antyoksydacyjnym

### Znaczenie w hinduizmie
Ten gatunek przęśli wskazywany jest przez część specjalistów, jako mogący odpowiadać roślinie soma. Pędy takiej rośliny były wykorzystywane, zgodnie z brzmieniem staroindyjskich pism Wed, do sporządzania napoju rytualnego również o nazwie soma.